# Aregnazan (voornaam)
Aregnazan (Armeens: Արեգնազան) is een zowel meisjes- als jongensnaam in het Armeens. De naam is afgeleid van het woorden areg (zon) en nazan (gracieus). Vormvarianten zijn Areg, Aregnaz.